# Tiranía de la mayoría

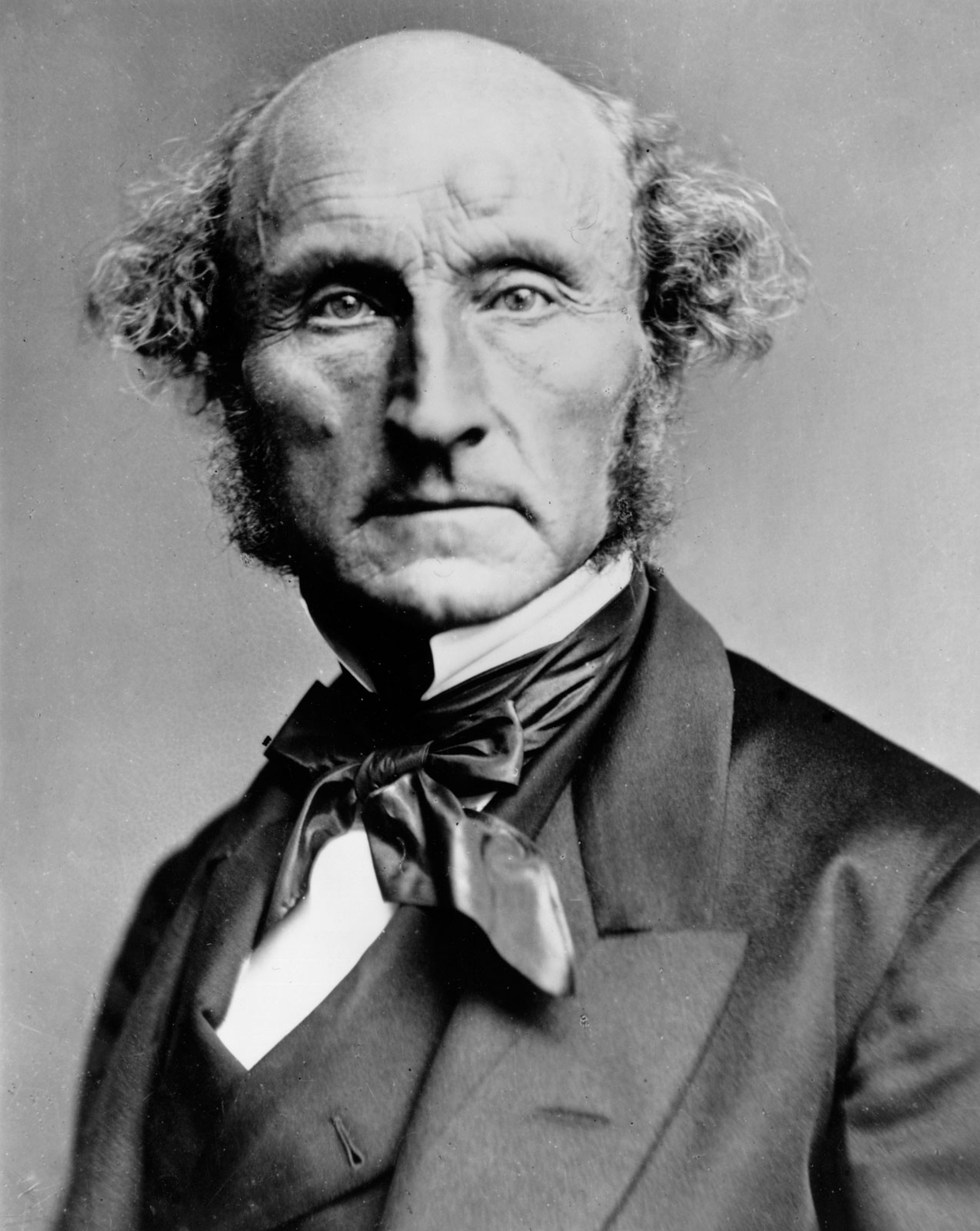
John Stuart Mill escribió el libro "Sobre la Libertad" en 1859.

La tiranía de la mayoría (o tiranía de las masas) es una debilidad inherente al gobierno de la mayoría en el que la mayoría de un electorado persigue exclusivamente sus propios objetivos a expensas de los de las facciones minoritarias. Esto da como resultado una opresión de grupos minoritarios comparable a la de un tirano o déspota, argumentó John Stuart Mill en su libro de 1859 Sobre la libertad.
Los escenarios en los que se produce la percepción de la tiranía son muy específicos, implicando una especie de distorsión de las precondiciones de la democracia:
- Exceso de centralismo: cuando el poder centralizado de una federación toma una decisión que debe ser local, rompiendo con el compromiso con el principio de subsidiariedad.[2] Las soluciones típicas, en esta condición, son reglas de mayoría concurrente y supermayoría.
- Abandono de la racionalidad: cuando, como recordaba Tocqueville, una decisión «que basa su pretensión de gobernar en números, no en la rectitud o la excelencia».[3] El uso de consultas públicas, órganos de consultoría técnica y otros mecanismos similares ayudan a mejorar la racionalidad de las decisiones antes de votarlas. La revisión judicial (por ejemplo, declaración de nulidad de la decisión) es la forma típica después de la votación.

En ambos casos, en el contexto de una nación, los límites constitucionales a los poderes de un cuerpo legislativo y la introducción de una declaración de derechos se han utilizado para contrarrestar el problema. También se puede implementar separación de poderes (por ejemplo , acciones de mayoría legislativa y ejecutiva sujetas a revisión por parte del poder judicial) para evitar que el problema ocurra internamente en un gobierno.

## Concepto
Un término utilizado en la Grecia clásica y helenística para el dominio popular opresivo era oclocracia («dominio de la mafia»); tiranía significaba el gobierno de un solo hombre, ya fuera indeseable o no.
Si bien la frase específica «tiranía de la mayoría» se atribuye con frecuencia a varios Padres Fundadores de los Estados Unidos, solo se sabe que John Adams la usó, argumentando contra el gobierno de un solo cuerpo electo unicameral. Escribiendo en defensa de la Constitución en marzo de 1788, Adams se refirió a «una sola asamblea soberana, cada miembro ... solo responsable ante sus electores; y la mayoría de los miembros que han sido de un partido» como una «tiranía de la mayoría», tratando de resaltar la necesidad de «un gobierno mixto, compuesto por tres poderes». El autor constitucional James Madison presentó una idea similar en El Federalista n.° 10, citando el efecto desestabilizador de «la fuerza superior de una mayoría interesada y dominante» en un gobierno, aunque el ensayo en su conjunto se centra en los esfuerzos de la Constitución para mitigar el faccionalismo en general.
Otros autores que usaron posteriormente el concepto incluyen a Edmund Burke, quien escribió en una carta de 1790 que «La tiranía de una multitud es una tiranía multiplicada», John Stuart Mill, que popularizó el concepto en su obra Sobre la libertad (1859), Friedrich Nietzsche quien usó la frase en la primera secuela de Humano, demasiado humano (1879), y Ayn Rand, quien escribió que los derechos individuales no están sujetos a votación pública, y que la función política de los derechos es precisamente proteger a las minorías de la opresión de las mayorías y que «la minoría más pequeña del mundo es el individuo». En el ensayo de 1965 de Herbert Marcuse Tolerancia represiva, dijo que «la tolerancia se extiende a políticas, condiciones y modos de comportamiento que no deberían ser tolerados porque impiden, si no destruyen, las posibilidades de crear una existencia sin miedo y sin miseria» y que «este tipo de tolerancia refuerza la tiranía de la mayoría contra la que protestaron los auténticos liberales». En 1994, el jurista Lani Guinier utilizó la frase como título para una colección de artículos de revisión de leyes.